# Ogonek
Ogonek is een diakritisch teken. Het woord is Pools voor staartje; in het Litouws is het woord nosinė, wat letterlijk nasaal betekent.

## Vorm
De ogonek is een haak die wordt geplaatst onder de rechteronderhoek van een klinker uit het Latijnse alfabet.
Een ogonek dient ongeveer even groot te zijn als het deel van letters onder de basislijn en moet niet worden verward met de cedille of komma.
Voorbeeld in het Pools:
Wół go pyta: „Panie chrząszczu,
Po co pan tak brzęczy w gąszczu?”
— Jan Brzechwa, Chrząszcz

## Gebruik
Het teken wordt gebruikt in het Pools (letters ą en ę), Litouws (ą, ę, į, ų), Navajo en Westelijk Apache (ą, ąą, ę, ęę, į, įį, ǫ, ǫǫ), Chiricahua en Mescalero (ą, ąą, ę, ęę, į, įį, ų, ųų) en Tutchon (ą, ę, į, ų, y̨). De ogonek wordt ook gebruikt in de wetenschappelijke transliteratie van Oudkerkslavisch (ę, ǫ) en Oudnoords (ǫ). Ook in het moderne Elfdaals worden deze tekens gebruikt. Deze laatste taal kan ook ogoneks onder de å en de y hebben. In transcripties van het Oudengels worden ę en ǫ ook dikwijls gebruikt om de open klank weer te geven: 'stelan' ('stelen') versus 'sęttan' ('zetten' - 'settan' in de tekst); 'god' ('God') versus 'lǫmb' ('lam' - 'lomb' in de tekst).

## Functie
In het Pools, Oudkerkslavisch, Navajo, Westelijk Apache en Chiricahua geeft het teken aan dat de klinker is genasaleerd. In het Litouws was dat oorspronkelijk ook het geval, maar daar is de nasaliteit verdwenen; de ogonek geeft daar nu een lange klinker aan. In het Navajo, Chiricahua, Westelijk Apache en Mescalero kan een ogonek worden gecombineerd met een accent aigu of accent grave om een hoge toon aan te geven (bij korte klinkers) of (bij lange klinkers) een hoge, dalende, of stijgende toon (bijvoorbeeld ą́, ǫ́ǫ́, į́į). In de spellingconventie van Willem de Reuse heeft het Westelijk Apache combinaties van ogonek en macron (bijvoorbeeld ǭ, į̄į̄).
Het gebruik van de ogonek om een nasaalklank aan te geven is gebruikelijk in de transcriptie van de Amerindische talen. Dit gebruik ontstond in de spellingsystemen van de hand van christelijke missionarissen. Later namen antropologen en taalkundigen dit over.

## Codering
De HTML/Unicode-codes voor tekens met een ogonek zijn:
| Hoofdletter | Hoofdletter | Kleine letter | Kleine letter |
| ----------- | ----------- | ------------- | ------------- |
| Letter      | HTML        | Letter        | HTML          |
| Ą           | &#260;      | ą             | &#261;        |
| Ę           | &#280;      | ę             | &#281;        |
| Į           | &#302;      | į             | &#303;        |
| Ǫ           | &#490;      | ǫ             | &#491;        |
| Ų           | &#370;      | ų             | &#371;        |

Voor de letters Y̨ en y̨ is geen afzonderlijke Unicode-code beschikbaar en deze worden daarom samengesteld uit Y resp. y + &#808; (combinerende ogonek).